# Hifikepunye Pohamba
Hifikepunye Pohamba (* 18. srpna 1935, Okanghudi, Jihozápadní Afrika) je namibijský politik, který byl od roku 2005 do roku 2015 druhým prezidentem Namibie.

## Život
Druhý namibijský prezident získal své vzdělání od misionářů. V 25 letech se stal spoluzakladatelem SWAPO a blízkým přítelem vedoucího představitele této osvobozenecké organizace – Sama Nujomy. Pro svoji politickou činnost byl Pohamba několik měsíců vězněn a dva roky v domácím vězení. Později opustil vlast, aby representoval SWAPO nejprve v Angole a později i v dalších afrických státech. Krátce studoval v Sovětském svazu.
Poté, co Namibie získala nezávislost, se roku 1990 stal členem parlamentu, později zastával postupně funkce ministra vnitra, ministra rybářství a mořských zdrojů a ministra půdy. Ve svém posledním ministerském postu byl odpovědný za kontroverzní politiku vyvlastňování půdy bílým statkářům.
Roku 2002 se stal viceprezidentem SWAPO a odstupující prezident Nujoma si jej vyvolil za svého nástupce. Ve volbách v listopadu 2004 Pohamba jasně zvítězil a mohl tak být v březnu následujícího roku inaugurován do prezidentské funkce. Neočekává se, že by výrazně měnil vládní kurs nastolený jeho předchůdcem Nujomou, který si nadále uchovává vliv na dění v zemi jako prezident vládní strany.
Pohamba je od roku 1983 ženatý a má šest dětí.

## Vyznamenání
- velkostuha Řádu liberijských průkopníků – Libérie, 2009[1]